# Juris Laizāns
Juris Laizāns est un footballeur letton né le 6 janvier 1979 à Riga.

## Biographie

### En club
Il a remporté la Coupe de l'UEFA en 2005 avec le CSKA Moscou, sans toutefois entrer en jeu lors de la finale.
Après avoir pris sa retraite en 2014, il devient recruteur pour le FK Krasnodar.

### En sélection
Il a participé à l'Euro 2004 avec l'équipe de Lettonie.
Il dispute 113 rencontres et marque 15 buts avec la Lettonie.

## Carrière
- 1997 - 2000 :  Skonto Riga
- 2001 - 2005 :  CSKA Moscou
- 2005 :  Torpedo Moscou
- 2006 :  FK Rostov
- 2007 :  FK Kouban Krasnodar
- 2008 :  FK Chinnik Iaroslavl
- 2009 :  Olimps Riga
- 2009 :  FK Ventspils
- 2010 :  Skonto Riga
- 2010 :  FK Salyut Belgorod
- 2011 :  Skonto Riga
- 2011 - 2012 :  FK Fakel Voronej
- 2012 - 2014 :  Skonto Riga

## Palmarès
- Champion de Lettonie en 1998, 1999 et 2000 avec le Skonto Riga
- Champion de Russie en 2003 et 2005 avec le CSKA Moscou
- Vainqueur de la Coupe de Russie en 2002 et 2005 avec le CSKA Moscou
- Vainqueur de la Coupe de l'UEFA en 2005 avec le CSKA Moscou